# Monk’s Blues
Monk’s Blues ist ein Album von Thelonious Monk. Es entstand bei zwei Sessions, die am 19. und 20. November 1968 in Los Angeles mit einer Studio-Big-Band stattfanden. Das Album enthält mit zwei Ausnahmen nur Kompositionen von Monk in Arrangements von Oliver Nelson. Die Aufnahmen erschienen 1969 als Langspielplatte und in um zwei Titel erweiterter Form 1990 als Compact Disc bei Columbia Records.

## Hintergrund
Die Idee des Columbia-Label, dass Monk mit einer Big Band aufnehmen sollte, wurde dem Allmusic-Kritiker Lindsay Planer zufolge von dem Auftritt des Pianisten in der New Yorker Town Hall im Februar 1959 inspiriert (das resultierende Album erschien bei Riverside als The Thelonious Monk Orchestra at Town Hall). Die Herausforderung, Monks Musik für die Big-Band-Instrumentierung zu arrangieren, lag bei Oliver Nelson, zu dessen bekanntesten Werken eine Reihe von Fernseh-Themenmusiken gehörten – darunter Ironside, Columbo und Six Million Dollar Man. Viele der gleichen Techniken des Arrangements fließen ebenfalls in den Ansatz ein, den Nelson für Monk’s Blues verwendete.
Monk’s Blues, aufgenommen 1968, „war eine üppige, eher unkluge“ Zusammenarbeit eines großen Ensembles unter Leitung von Oliver Nelson, die das Ende von Monks aktiver Teilnahme am Major-Label Columbia markierte, meinte Kenny Mathieson. Das Resultat, zuerst unter dem Titel Thelonious Sphere Monk: Monk’s Blues, dann als ein Teil des Doppelalbums Who's Afraid of the Big Band Monk? (ed. 1974, gekoppelt mit dem Auftritt Monks mit Bigband in der Philharmonic Hall vom Dezember 1963) veröffentlicht, war vom Columbia-Label gewiss aus kommerziellem Kalkül initiiert worden.

## Titelliste
- Thelonious Sphere Monk – Monk’s Blues (Columbia PC 9806)[3]
  - A1 Let’s Cool One (Monk) 3:47
  - A2 Reflections (Monk) 4:35
  - A3 Rootie Tootie (Monk) 7:35
  - A4 Just a Glance at Love (Teo Macero) 2:52
  - A5 Brilliant Corners (Monk) 3:52
  - B1 Consecutive Seconds (Teo Macero) 2:41
  - B2 Monk’s Point (Monk) 8:03
  - B3 Trinkle Tinkle (Monk) 4:59
  - B4 Straight, No Chaser (Monk) 7:20

- Die CD-Ausgabe enthielt die beiden Bonus-Tracks Blue Monk (6:14) und ’Round Midnight (4:13).[4]

## Rezeption
Die Meinungen der Jazzkritik auf diese Platte waren meist ablehnend („In einer gerechten Welt hätte Oliver Nelson für diese Arrangements eine Gefängnisstrafe verbüßt,“ hieß es in JazzTimes).
Lindsay Planer meinte in AllMusic, Rootie Tootie werde durch eine überarbeitete Blechbläsersektion zerstört, die Monks Spiel völlig ertränke. Consecutive Seconds – eine der beiden Kompositionen des Produzenten Teo Macero – sei „einfach miserabel. Wenn dies ein Versuch war, Monk dazu zu bringen, Soulmusik zu spielen, schlug dies fehl.“ Das Genie von Thelonious zeige sich jedoch in einigen der vernünftigeren und sensibleren Arrangements wie Reflections, Monk’s Point und den überraschend geschmackvollen Brilliant Corners. Von den Bonustracks der CD-Ausgabe biete Blue Monk ein mitreißendes Solo Monks. ’Round Midnight ist ein bisher unveröffentlichtes Solo, das bei den Monk’s Blues-Sessions entstand. „Die schiere Brillanz in Monks emotionalen und scheinbar frustrierten Intonationen könnte durchaus ein Exorzismus für die Sünden des restlichen Albums sein,“ lautet Planers Resümee.
Nach Ansicht von Thomas Fitterling war das Album „Monks Sündenfall vor dem allamerikanschen Kommerzsound-Gott, dem Klangideal, das Broadway, Hollywood-Film und Fernsehshow vereint.“ Monk machte tatsächlich bei diesem Unterfangen als Solostar mit und verleugnete seinen Stil; „der bombastische, jegliche Monksche Soundvorstellung zudeckende großorchestrale Sumpf macht die Monk-Kompositionen schamlos nieder“, kritisierte der Monk-Biograf. Etwas gnädiger waren Richard Cook und Brian Morton in ihrer Kritik; sie verliehen dem Album drei Sterne. Ihrer Ansicht nach verschaffe Nelson den komplexen Kompositionen Monks einige bezwingende Arrangements.